# Championnat d'Albanie de football
Cet article traite uniquement de la compétition masculine. Pour la compétition féminine, voir Championnat d'Albanie de football féminin.
Le championnat d'Albanie de football aussi connu en tant que Super Ligue Albanaise (en albanais: Kategoria Superiore) est une compétition annuelle de football disputée entre les dix meilleurs clubs albanais. Elle a été créée en 1930 sous le nom de Première Division ((sq) Kategoria e parë) et comptait alors seulement six équipes. Le championnat a pris son nom actuel lors de la saison 1998-99.

## Histoire
Le premier tournoi de football a eu lieu en avril 1911 à Fier/Fieri entre 8 équipes, dont le vainqueur est Tirana.
Le championnat a vu le jour en 1930. Jusqu'en 1961 ainsi qu'en 1968, il se déroulait du printemps à l'automne. De 1962-1963 à 1966-1967 ainsi que depuis 1969-1970, il a lieu de septembre à juin. Du fait de ces changements de calendrier, il n'y a pas eu de championnat se terminant en 1962 ni en 1969.
Il n'y a pas non plus eu de championnat en 1935 ainsi que pendant la Seconde Guerre mondiale, de 1938 à 1944.
En 1948, la Fédération d'Albanie de football décida de calquer le calendrier de son championnat sur les pays d'Europe de l'Ouest, et ainsi de débuter en automne 1948 pour se terminer au printemps 1949. Mais en novembre 1948, la Fédération dut annuler le championnat après six tours, sous la pression soviétique. Un nouveau championnat débuta au printemps 1949. Ce n'est que depuis le 3 décembre 1961 que le calendrier « occidental » put à nouveau être utilisé.

## Palmarès

### Historique
| Édition                | Saison    | Champion                  | Pts                       | Dauphin                  | Pts                 | Troisième             | Pts                 | Meilleur(s) buteur(s)                                                | Buts |
| ---------------------- | --------- | ------------------------- | ------------------------- | ------------------------ | ------------------- | --------------------- | ------------------- | -------------------------------------------------------------------- | ---- |
| 1re                    | 1930      | KF Tirana                 | 14                        | KF Skënderbeu Korçë      | 13                  | Bashkimi Shkodran     | 13                  | Emil Hajnali (SK Tirana) Rexhep Maçi (SK Tirana)                     | 3*   |
| 2e                     | 1931      | KF Tirana (2)             | /                         | KS Teuta Durrës          | /                   | /                     | /                   | Teli Samsuri (Skënderbeu Körçe)                                      | 9    |
| 3e                     | 1932      | KF Tirana (3)             | 13                        | KS Vllaznia Shkodër      | 11                  | KS Teuta Durrës       | 11                  | Haki Korça (SK Tirana)                                               | 4*   |
| 4e                     | 1933      | Skënderbeu Korçë          | 12                        | KS Vllaznia Shkodër      | 10                  | KS Teuta Durrës       | 8                   | Teufik Agaj (Skënderbeu Körçe)                                       | 7    |
| 5e                     | 1934      | KF Tirana (4)             | 21                        | Skënderbeu Korçë         | 18                  | KS Vllaznia Shkodër   | 17                  | Mark Gurashi (KF Tirana)                                             | 12   |
| 6e                     | 1936      | KF Tirana (5)             | 25                        | KS Vllaznia Shkodër      | 23                  | KS Besa Kavajë        | 13                  | Riza Lushta (KF Tirana)                                              | 11   |
| 7e                     | 1937      | KF Tirana (6)             | 35                        | KS Vllaznia Shkodër      | 29                  | KS Besa Kavajë        | 22                  | Riza Lushta (KF Tirana)                                              | 25   |
| 8e                     | 1945      | KS Vllaznia Shkodër       | /                         | KF Tirana                | /                   | /                     | /                   | Loro Boriçi (KS Vllaznia Shkodër)                                    | 11*  |
| 9e                     | 1946      | KS Vllaznia Shkodër (2)   | /                         | KS Flamurtari Vlorë      | /                   | /                     | /                   | Xhevdet Shaqiri (KS Vllaznia Shkodër)                                | 11   |
| 10e                    | 1947      | FK Partizani Tirana       | 29                        | KS Vllaznia Shkodër      | 28                  | Skënderbeu Korçë      | 24                  | Hamdi Bakalli (FK Partizani Tirana)                                  | 7*   |
| 11e                    | 1948      | FK Partizani Tirana (2)   | /                         | KS Flamurtari Vlorë      | /                   | /                     | /                   | Tish Daija (KS Flamurtari Vlorë) Zihni Gjinali (FK Partizani Tirana) | 11   |
| 12e                    | 1949      | FK Partizani Tirana (3)   | 30                        | KS Vllaznia Shkodër      | 26                  | KS Teuta Durrës       | 20                  | Zihni Gjinali (FK Partizani Tirana)                                  | 13*  |
| 13e                    | 1950      | KS Dinamo Tirana          | 29                        | FK Partizani Tirana      | 29                  | KS Vllaznia Shkodër   | 23                  | Loro Boriçi (FK Partizani Tirana)                                    | 9*   |
| 14e                    | 1951      | KS Dinamo Tirana (2)      | 50                        | FK Partizani Tirana      | 48                  | KF Tirana             | 35                  | Refik Resmja (FK Partizani Tirana)                                   | 59   |
| 15e                    | 1952      | KS Dinamo Tirana (3)      | 16                        | FK Partizani Tirana      | 15                  | KS Vllaznia Shkodër   | 12                  | Refik Resmja (FK Partizani Tirana)                                   | 17*  |
| 16e                    | 1953      | KS Dinamo Tirana (4)      | 30                        | FK Partizani Tirana      | 29                  | KF Tirana             | 29                  | Refik Resmja (FK Partizani Tirana)                                   | 9*   |
| 17e                    | 1954      | FK Partizani Tirana (4)   | 43                        | KS Dinamo Tirana         | 36                  | KF Tirana             | 31                  | Refik Resmja (FK Partizani Tirana)                                   | 13*  |
| 18e                    | 1955      | KS Dinamo Tirana (5)      | 55                        | FK Partizani Tirana      | 55                  | KF Tirana             | 37                  | Skënder Jareci (KS Dinamo Tirana) Refik Resmja (FK Partizani Tirana) | 23   |
| 19e                    | 1956      | KS Dinamo Tirana (6)      | 29                        | FK Partizani Tirana      | 23                  | KF Tirana             | 17                  | Refik Resmja (FK Partizani Tirana)                                   | 17   |
| 20e                    | 1957      | FK Partizani Tirana (5)   | 23                        | KS Dinamo Tirana         | 23                  | Skënderbeu Korçë      | 17                  | Niko Bespalla (KS Teuta Durrës)                                      | 15   |
| 21e                    | 1958      | FK Partizani Tirana (6)   | 19                        | KS Besa Kavajë           | 18                  | KF Tirana             | 17                  | Skënder Jareci (KS Dinamo Tirana)                                    | 14   |
| 22e                    | 1959      | FK Partizani Tirana (7)   | 23                        | KF Tirana                | 19                  | KS Flamurtari Vlorë   | 14                  | Stavri Lubonja (KS Dinamo Tirana)                                    | 11   |
| 23e                    | 1960      | KS Dinamo Tirana (7)      | 32                        | FK Partizani Tirana      | 28                  | KF Tirana             | 20                  | Skënder Jareci (KS Dinamo Tirana)                                    | 13   |
| 24e                    | 1961      | FK Partizani Tirana (8)   | 30                        | KS Dinamo Tirana         | 30                  | KF Tirana             | 23                  | Panajot Pano (FK Partizani Tirana)                                   | 17   |
| 25e                    | 1962-1963 | FK Partizani Tirana (9)   | 36                        | KS Dinamo Tirana         | 32                  | KS Besa Kavajë        | 31                  | Robert Jashari (FK Partizani Tirana)                                 | 18   |
| 26e                    | 1963-1964 | FK Partizani Tirana (10)  | 37                        | KS Dinamo Tirana         | 32                  | KS Besa Kavajë        | 29                  | Robert Jashari (FK Partizani Tirana)                                 | 9    |
| 27e                    | 1964-1965 | KF Tirana (7)             | 31                        | FK Partizani Tirana      | 30                  | KS Dinamo Tirana      | 30                  | Robert Jashari (FK Partizani Tirana)                                 | 14   |
| 28e                    | 1965-1966 | KF Tirana (8)             | 38                        | FK Partizani Tirana      | 38                  | KS Dinamo Tirana      | 31                  | Saimir Dauti (KS Dinamo Tirana)                                      | 13   |
| 29e                    | 1966-1967 | KS Dinamo Tirana (8)      | 38                        | KF Tirana                | 33                  | KS Besa Kavajë        | 28                  | Medin Zhega (KS Vllaznia Shkodër)                                    | 19   |
| 30e                    | 1967-1968 | KF Tirana (9)             | 45                        | FK Partizani Tirana      | 44                  | KS Dinamo Tirana      | 38                  | Skënder Hyka (KF Tirana)                                             | 19   |
| 31e                    | 1969-1970 | KF Tirana (10)            | 44                        | FK Partizani Tirana      | 38                  | KS Vllaznia Shkodër   | 35                  | Panajot Pano (FK Partizani Tirana)                                   | 17   |
| 32e                    | 1970-1971 | FK Partizani Tirana (11)  | 40                        | KS Dinamo Tirana         | 39                  | KS Vllaznia Shkodër   | 34                  | Ilir Përnaska (KS Dinamo Tirana)                                     | 19   |
| 33e                    | 1971-1972 | KS Vllaznia Shkodër (3)   | 40                        | KF Tirana                | 37                  | KS Dinamo Tirana      | 36                  | Ilir Përnaska (KS Dinamo Tirana)                                     | 17   |
| 34e                    | 1972-1973 | KS Dinamo Tirana (9)      | 41                        | FK Partizani Tirana      | 34                  | KS Besa Kavajë        | 34                  | Ilir Përnaska (KS Dinamo Tirana)                                     | 12   |
| 35e                    | 1973-1974 | KS Vllaznia Shkodër (4)   | 37                        | FK Partizani Tirana      | 35                  | KS Besa Kavajë        | 30                  | Ilir Përnaska (KS Dinamo Tirana)                                     | 19   |
| 36e                    | 1974-1975 | KS Dinamo Tirana (10)     | 44                        | KS Vllaznia Shkodër      | 39                  | FK Partizani Tirana   | 34                  | Ilir Përnaska (KS Dinamo Tirana)                                     | 17   |
| 37e                    | 1975-1976 | KS Dinamo Tirana (11)     | 28                        | KF Tirana                | 26                  | KS Vllaznia Shkodër   | 25                  | Ilir Përnaska (KS Dinamo Tirana)                                     | 18   |
| 38e                    | 1976-1977 | KS Dinamo Tirana (12)     | 44                        | Skënderbeu Korçë         | 40                  | KS Vllaznia Shkodër   | 37                  | Agim Murati (FK Partizani Tirana)                                    | 12   |
| 39e                    | 1977-1978 | KS Vllaznia Shkodër (5)   | 29                        | KS Luftërari Gjirokastër | 26                  | FK Partizani Tirana   | 25                  | Agim Murati (FK Partizani Tirana)                                    | 14   |
| 40e                    | 1978-1979 | FK Partizani Tirana (12)  | 36                        | KF Tirana                | 35                  | KS Besa Kavajë        | 31                  | Petrit Dibra (KF Tirana) Agim Murati (FK Partizani Tirana)           | 14   |
| 41e                    | 1979-1980 | KS Dinamo Tirana (13)     | 37                        | KF Tirana                | 32                  | KS Vllaznia Shkodër   | 31                  | Përparim Kovaçi (KS Tomori Berat)                                    | 18   |
| 42e                    | 1980-1981 | FK Partizani Tirana (13)  | 37                        | KS Dinamo Tirana         | 36                  | KF Tirana             | 35                  | Dashnor Bajaziti (KS Besa Kavajë)                                    | 12   |
| 43e                    | 1981-1982 | KF Tirana (11)            | 37                        | KS Flamurtari Vlorë      | 33                  | KS Dinamo Tirana      | 32                  | Vasil Ruci (KS Flamurtari Vlorë)                                     | 12   |
| 44e                    | 1982-1983 | KS Vllaznia Shkodër (6)   | 34                        | FK Partizani Tirana      | 34                  | KF Tirana             | 32                  | Dashnor Bajaziti (KS Besa Kavajë)                                    | 16   |
| 45e                    | 1983-1984 | KS Elbasani               | 37                        | KF Tirana                | 34                  | FK Partizani Tirana   | 30                  | Vasil Ruci (KS Flamurtari Vlorë)                                     | 12   |
| 46e                    | 1984-1985 | KF Tirana (12)            | 39                        | KS Dinamo Tirana         | 33                  | KS Vllaznia Shkodër   | 29                  | Arben Minga (KF Tirana) Vassli Fakja (KS Vllaznia Shkodër)           | 13   |
| 47e                    | 1985-1986 | KS Dinamo Tirana (14)     | 38                        | KS Flamurtari Vlorë      | 38                  | KF Tirana             | 37                  | Kujtim Majaci (KS Apolonia Fier)                                     | 20   |
| 48e                    | 1986-1987 | FK Partizani Tirana (14)  | 36                        | KS Flamurtari Vlorë      | 33                  | KS Vllaznia Shkodër   | 32                  | Arben Arbëri (KS Tomori Berat)                                       | 14   |
| 49e                    | 1987-1988 | KF Tirana (13)            | 48                        | KS Flamurtari Vlorë      | 41                  | KS Elbasani           | 39                  | Agustin Kola (KF Tirana)                                             | 18   |
| 50e                    | 1988-1989 | KF Tirana (14)            | 48                        | FK Partizani Tirana      | 45                  | KS Dinamo Tirana      | 42                  | Agustin Kola (KF Tirana)                                             | 19   |
| 51e                    | 1989-1990 | KS Dinamo Tirana (15)     | 50                        | FK Partizani Tirana      | 49                  | KS Flamurtari Vlorë   | 39                  | Kujtim Majaci (KS Apolonia Fier)                                     | 19   |
| 52e                    | 1990-1991 | KS Flamurtari Vlorë       | 54                        | FK Partizani Tirana      | 45                  | KS Vllaznia Shkodër   | 45                  | Kliton Bozgo (KS Tomori Berat)                                       | 29   |
| 53e                    | 1991-1992 | KS Vllaznia Shkodër (7)   | 44                        | FK Partizani Tirana      | 38                  | KS Vllaznia Shkodër   | 33                  | Edmir Bilali (KS Vllaznia Shkodër)                                   | 20   |
| 54e                    | 1992-1993 | FK Partizani Tirana (15)  | 43                        | KS Teuta Durrës          | 38                  | KS Besa Kavajë        | 37                  | Edmond Dosti (FK Partizani Tirana)                                   | 21   |
| 55e                    | 1993-1994 | KS Teuta Durrës           | 37                        | KF Tirana                | 33                  | KS Flamurtari Vlorë   | 30                  | Edi Martini (KS Vllaznia Shkodër)                                    | 14   |
| 56e                    | 1994-1995 | KF Tirana (15)            | 44                        | KS Teuta Durrës          | 32                  | FK Partizani Tirana   | 32                  | Arben Shehu (KS Liftërari Gjirokastër)                               | 21   |
| 57e                    | 1995-1996 | KF Tirana (16)            | 55                        | KS Teuta Durrës          | 54                  | FK Partizani Tirana   | 46                  | Altin Çuko (KF Laçi)                                                 | 21   |
| 58e                    | 1996-1997 | KF Tirana (17)            | 46                        | KS Vllaznia Shkodër      | 43                  | KS Flamurtari Vlorë   | 41                  | Viktor Paço (KS Flamurtari Vlorë)                                    | 14   |
| 59e                    | 1997-1998 | KS Vllaznia Shkodër (8)   | 72                        | KF Tirana                | 65                  | FK Partizani Tirana   | 64                  | Dorian Bubeqi (KS Shkumbini Peqin)                                   | 26   |
| 60e                    | 1998-1999 | KF Tirana (18)            | 61                        | KS Vllaznia Shkodër      | 60                  | Bylis Ballshi         | 59                  | Artan Bano (KS Lushnja)                                              | 22   |
| 61e                    | 1999-2000 | KF Tirana (19)            | 52                        | KS Tomori Berat          | 52                  | KS Teuta Durrës       | 49                  | Klodian Arbëri (KS Tomori Berat)                                     | 18   |
| 62e                    | 2000-2001 | KS Vllaznia Shkodër (9)   | 56                        | KF Tirana                | 54                  | KS Dinamo Tirana      | 52                  | Indrit Fortuzi (KF Tirana)                                           | 31   |
| 63e                    | 2001-2002 | KS Dinamo Tirana (16)     | 63                        | KF Tirana                | 62                  | FK Partizani Tirana   | 46                  | Indrit Fortuzi (KF Tirana)                                           | 24   |
| 64e                    | 2002-2003 | KF Tirana (20)            | 60                        | KS Vllaznia Shkodër      | 49                  | FK Partizani Tirana   | 46                  | Mahir Halili (KF Tirana)                                             | 20   |
| 65e                    | 2003-2004 | KF Tirana (21)            | 80                        | KS Dinamo Tirana         | 71                  | KS Vllaznia Shkodër   | 68                  | Vioresin Sinani (KS Vllaznia Shkodër)                                | 36   |
| 66e                    | 2004-2005 | KF Tirana (22)            | 84                        | KS Elbasani              | 79                  | KS Dinamo Tirana      | 62                  | Dorian Bylykbashi (FK Partizani Tirana)                              | 24   |
| 67e                    | 2005-2006 | KS Elbasani (2)           | 73                        | KF Tirana                | 62                  | KS Dinamo Tirana      | 61                  | Hamdi Salihi (KF Tirana)                                             | 29   |
| 68e                    | 2006-2007 | KF Tirana (23)            | 72                        | KS Teuta Durrës          | 67                  | KS Vllaznia Shkodër   | 63                  | Vioresin Sinani (KF Tirana)                                          | 23   |
| 69e                    | 2007-2008 | KS Dinamo Tirana (17)     | 70                        | FK Partizani Tirana      | 65                  | KS Besa Kavajë        | 56                  | Vioresin Sinani (KS Dinamo Tirana)                                   | 20   |
| 70e                    | 2008-2009 | KF Tirana (24)            | 68                        | KS Vllaznia Shkodër      | 64                  | KS Dinamo Tirana      | 52                  | Migen Memelli (KF Tirana)                                            | 22   |
| 71e                    | 2009-2010 | KS Dinamo Tirana (18)     | 61                        | KS Besa Kavajë           | 53                  | KF Tirana             | 52                  | Daniel Xhafaj (KS Besa Kavajë)                                       | 18   |
| 72e                    | 2010-2011 | KF Skënderbeu Korçë (2)   | 73                        | KS Flamurtari Vlorë      | 66                  | KS Vllaznia Shkodër   | 59                  | Daniel Xhafaj (KS Flamurtari Vlorë)                                  | 19   |
| 73e                    | 2011-2012 | KF Skënderbeu Korçë (3)   | 57                        | KS Teuta Durrës          | 56                  | KF Tirana             | 53                  | Roland Dervishi (KS Shkumbini Peqin)                                 | 20   |
| 74e                    | 2012-2013 | KF Skënderbeu Korçë (4)   | 58                        | FK Kukës                 | 52                  | KS Teuta Durrës       | 48                  | Migen Memelli (KS Flamurtari Vlorë)                                  | 19   |
| 75e                    | 2013-2014 | KF Skënderbeu Korçë (5)   | 61                        | FK Kukës                 | 57                  | KF Laç                | 54                  | Pero Pejić (KF Skënderbeu Korçë)                                     | 19   |
| 76e                    | 2014-2015 | KF Skënderbeu Korçë (6)   | 79                        | FK Kukës                 | 75                  | FK Partizani Tirana   | 73                  | Pero Pejić (KF Kukësi)                                               | 31   |
| 77e                    | 2015-2016 | Titre vacant,             | -                         | FK Partizani Tirana      | 74                  | FK Kukës              | 63                  | Hamdi Salihi (KF Skënderbeu Korçë)                                   | 27   |
| 78e                    | 2016-2017 | FK Kukës                  | 75                        | FK Partizani Tirana      | 72                  | KF Skënderbeu Korçë   | 72                  | Pero Pejić (KF Kukësi)                                               | 28   |
| 79e                    | 2017-2018 | KF Skënderbeu Korçë (7)   | 72                        | FK Kukës                 | 63                  | Luftëtari Gjirokastër | 59                  | Ali Sowe (KF Skënderbeu Korçë)                                       | 21   |
| 80e                    | 2018-2019 | FK Partizani Tirana (16)  | 70                        | FK Kukës                 | 59                  | KF Teuta Durrës       | 57                  | Reginaldo (KF Kukësi)                                                | 13   |
| 81e                    | 2019-2020 | KF Tirana (25)            | 70                        | FK Kukës                 | 66                  | KF Laç                | 64                  | Kyrian Nwabueze (KF Laç)                                             | 23   |
| 82e                    | 2020-2021 | KF Teuta Durrës (2)       | 66                        | KF Vllaznia Shkodër      | 66                  | FK Partizani Tirana   | 65                  | Dejvi Bregu (KF Teuta Durrës)                                        | 16   |
| 83e                    | 2021-2022 | KF Tirana (26)            |                           | KF Laç                   |                     | FK Partizani Tirana   |                     | Taulant Seferi (KF Tirana) Saliou Guindo (KF Laç)                    | 19   |
| 84e                    | 2022-2023 | FK Partizani Tirana (17)  | 70                        | KF Tirana                | 70                  | KF Egnatia Rrogozhinë | 52                  | Florent Hasani (en) (KF Tirana)                                      | 16   |
| Format avec Final Four |           |                           |                           |                          |                     |                       |                     |                                                                      |      |
| Édition                | Saison    | Champion                  | Champion                  | Dauphin                  | Dauphin             | Troisième             | Troisième           | Meilleur(s) buteur(s)                                                | Buts |
| 84e                    | 2023-2024 | KF Egnatia Rrogozhinë     | KF Egnatia Rrogozhinë     | FK Partizani Tirana      | FK Partizani Tirana | KF Skënderbeu Korçë   | KF Skënderbeu Korçë | Bekim Balaj (KF Vllaznia Shkodër)                                    | 18   |
| 85e                    | 2024-2025 | KF Egnatia Rrogozhinë (2) | KF Egnatia Rrogozhinë (2) | KF Vllaznia Shkodër      | KF Vllaznia Shkodër | FK Partizani Tirana   | FK Partizani Tirana | Bekim Balaj (KF Vllaznia Shkodër)                                    | 19   |

- (*) Incomplet

## Bilan
| Rang | Clubs                 | Titres | Années |
| ---- | --------------------- | ------ | --- |
| 1    | KF Tirana             | 26     | 1930, 1931, 1932, 1934, 1936, 1937, 1965, 1966, 1968, 1970, 1982, 1985, 1988, 1989, 1995, 1996, 1997, 1999, 2000, 2003, 2004, 2005, 2007, 2009, 2020, 2022 |
| 2    | KS Dinamo Tirana      | 18     | 1950, 1951, 1952, 1953, 1955, 1956, 1960, 1967, 1973, 1975, 1976, 1977, 1980, 1986, 1990, 2002, 2008, 2010                                                 |
| 3    | FK Partizani Tirana   | 17     | 1947, 1948, 1949, 1954, 1957, 1958, 1959, 1961, 1963, 1964, 1971, 1979, 1981, 1987, 1993, 2019, 2023                                                       |
| 4    | KS Vllaznia Shkodër   | 9      | 1945, 1946, 1972, 1974, 1978, 1983, 1992, 1998, 2001 |
| 5    | KF Skënderbeu Korçë   | 7      | 1933, 2011, 2012, 2013, 2014, 2015, 2018 |
| 6    | KS Elbasan            | 2      | 1984, 2006 |
| 6    | KS Teuta Durrës       | 2      | 1994, 2021 |
| 6    | KF Egnatia Rrogozhinë | 2      | 2024, 2025 |
| 9    | KS Flamurtari Vlorë   | 1      | 1991 |
| 9    | FK Kukës              | 1      | 2017 |

Une étoile pour 10 titres

## Compétitions européennes

### Classement du championnat
Le tableau ci-dessous récapitule le classement d'Albanie au coefficient UEFA depuis 1963. Ce coefficient par nation est utilisé pour attribuer à chaque pays un nombre de places pour les compétitions européennes ainsi que les tours auxquels les clubs doivent entrer dans la compétition.
| 1963 | 1964 | 1965 | 1966 | 1967 | 1968 | 1969 | 1970 | 1971 | 1972 | 1973 | 1974 | 1975 | 1976 | 1977 | 1978 | 1979 | 1980 | 1981 | 1982 | 1983 | 1984 | 1985 | 1986 | 1987 | 1988 | 1989 | 1990 | 1991 | 1992 | 1993 | 1994 |
| ---- | ---- | ---- | ---- | ---- | ---- | ---- | ---- | ---- | ---- | ---- | ---- | ---- | ---- | ---- | ---- | ---- | ---- | ---- | ---- | ---- | ---- | ---- | ---- | ---- | ---- | ---- | ---- | ---- | ---- | ---- | ---- |
| 28   | 27   | 25   | 25   | 27   | 28   | 29   | 28   | 28   | 26   | 24   | 26   | 26   | 30   | 30   | -    | 32   | 33   | 31   | 26   | 25   | 25   | 25   | 25   | 26   | 25   | 26   | 25   | 26   | 26   | 27   | 30   |
| 1995 | 1996 | 1997 | 1998 | 1999 | 2000 | 2001 | 2002 | 2003 | 2004 | 2005 | 2006 | 2007 | 2008 | 2009 | 2010 | 2011 | 2012 | 2013 | 2014 | 2015 | 2016 | 2017 | 2018 | 2019 | 2020 | 2021 | 2022 | 2023 | 2024 | 2025 | 2026 |
| 38   | 40   | 47   | 46   | 45   | 48   | 49   | 45   | 44   | 44   | 43   | 41   | 41   | 43   | 43   | 44   | 44   | 44   | 43   | 40   | 42   | 39   | 37   | 34   | 36   | 38   | 41   | 43   | 49   | 47   | 46   |      |

Le tableau suivant affiche le coefficient actuel du championnat albanais.
| Rang | Pays          | 2020-2021 | 2021-2022 | 2022-2023 | 2023-2024 | 2024-2025 | Coefficient |
| ---- | ------------- | --------- | --------- | --------- | --------- | --------- | ----------- |
| 44   | Liechtenstein | 0,500     | 0,000     | 6,500     | 0,500     | 0,500     | 8,000       |
| 45   | Estonie       | 1,375     | 3,666     | 1,166     | 0,125     | 1,625     | 7,957       |
| 46   | Albanie       | 2,000     | 1,625     | 0,875     | 2,125     | 1,250     | 7,875       |
| 47   | Monténégro    | 1,625     | 0,750     | 1,000     | 1,333     | 2,500     | 7,208       |
| 48   | Luxembourg    | 1,000     | 1,250     | 1,125     | 2,250     | 1,250     | 6,875       |

### Coefficient UEFA des clubs
| Rang | Club               | 2020-2021 | 2021-2022 | 2022-2023 | 2023-2024 | 2024-2025 | Coefficient |
| ---- | ------------------ | --------- | --------- | --------- | --------- | --------- | ----------- |
| 238  | Partizani Tirana   | -         | 1,500     | 1,000     | 2,500     | 1,500     | 6,500       |
| 241  | KF Tirana          | 2,500     | -         | 1,500     | 1,500     | 1,000     | 6,500       |
| 279  | Vllaznia Shkodër   | -         | 1,500     | 1,500     | 1,000     | 1,000     | 5,000       |
| 283  | KF Laç             | 1,500     | 2,000     | 1,500     | -         | -         | 5,000       |
| 347  | Teuta Durrës       | 1,500     | 2,000     | -         | -         | -         | 3,500       |
| 369  | Egnatia Rrogozhinë | -         | -         | -         | 1,000     | 1,500     | 2,500       |